# コーフ城

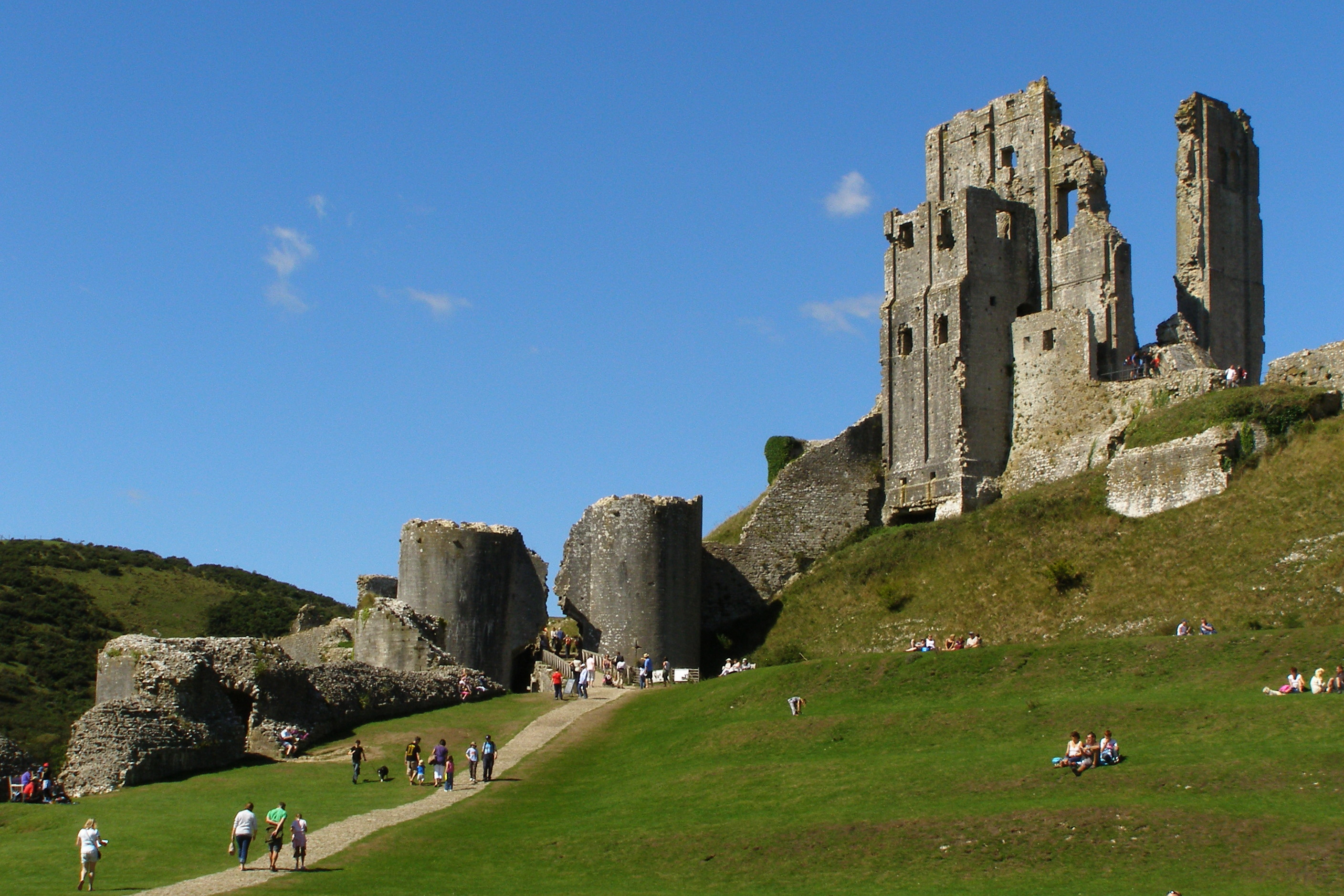
コーフ城遺跡

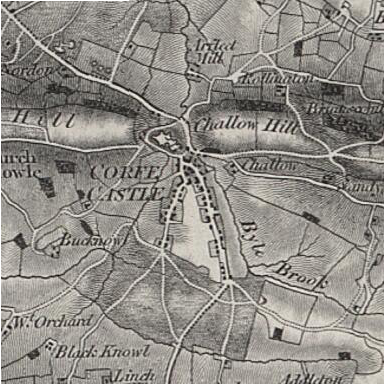
コーフ城周辺の地図

コーフ城（Corfe Castle）は、イギリスのドーセット州パーベック半島のコーフカッスル村にある要塞である。11世紀、ウィリアム1世によって建設され、ウェアハムとスワネージ間の通行路にあるパーベック丘陵地帯を見下ろすようになっている。12世紀から13世紀の城建築の変化を受け、イギリスの多くの建築が土と木で作られていた中で、石造りでつくられた城で石造りの城では最古の城の一つである。

## 歴史
コーフカッスル村は6000年前にはケルト人が居住していたといわれ、城の周囲にはケルトの首長の妻たちを葬ったとされる「十二人の花嫁」と呼ばれる塚がある。村の中心であるコーフ城は交通の要衝にあり、古来より戦略的に重要視されていた。伝説によれば、979年にエドワード殉教王はこの城で暗殺されている。その後、ノルマン・コンクエストによってコーフ城は破壊されたが、1090年に再建され、中世には王家の5つの城のひとつに数えられた。ジョン王がフランス人22人を幽閉し餓死させるなど、牢獄としても利用された。
ヘンリー7世が母マーガレット・ボーフォートにコーフ城を譲渡した後、息子ヘンリー8世の代に王家の元に戻った。1572年にエリザベス1世から大法官クリストファー・ハットンに売却され、英西戦争に備えて要塞化された。
1635年、サー・ジョン・バンクスが購入し、清教徒革命（イングランド内戦）中に拠点とした。2度の包囲戦が行われ、ジョン・バンクスの妻メアリー・バンクスが防衛を主導し議会派に抵抗した。1643年の防衛には成功したが、イングランド南部において王党派の最後の拠点となった1645年の2度目の防衛で陥落した。その年の3月、議会の決定でコーフ城は取り壊された。
ナショナル・トラストが購入し、一般公開され2010年には19万人の人々を受け入れた。第一級指定建築物として保護されている。

## 文化
2022年、ナショナル・トラストとXboxによるコラボレーション企画で、Minecraft上で再建したものが公開された。